# Gare de Kasamatsu
La gare de Kasamatsu (笠松駅, Kasamatsu-eki) est une gare ferroviaire du bourg de Kasamatsu, dans la préfecture de Gifu au Japon. Elle est exploitée par la compagnie Meitetsu.

## Situation ferroviaire
Kasamatsu est située au point kilométrique (PK) 91,5 de la ligne principale Nagoya. Elle marque le début de la ligne Takehana.

## Historique
La gare est inaugurée le 2 juin 1914.

## Service des voyageurs

### Accueil
La gare dispose d'un bâtiment voyageurs ouvert tous les jours, avec des guichets et des automates pour l'achat de titres de transport.

### Desserte
- Ligne Takehana :
  - voie 1 : direction Shin-Hashima
- Ligne principale Nagoya :
  - voies 1 et 2 : direction Meitetsu Gifu
  - voie 3 : direction Meitetsu Nagoya et Aéroport international du Chūbu